# 좀비의 탄생
좀비의 탄생 Night of the Zoopocalypse fr[*]는 스토리보드 아티스트 리카르도 커티스와 로드리고 페레즈-카스트로가 감독한
2024년 애니메이션 캐나다-벨기에-프랑스 코미디 공포 영화입니다, 제작하여 2025년 1월 29일

## 출연
- 데이비드 하버 : 댄
- 가비 코스미디스 : 그레이시
- 폴 선형 리 : 펠릭스